# Шин-Мер
Шин-Мер (калм. Шин Мөр — новый путь) — сельский населённый пункт в Кетченеровском районе Калмыкии, в составе Кетченеровского сельского муниципального образования.

## География
Поселок расположен в долине речки Передняя Элиста, 9,5 км к северу от поселка Кетченеры (в 20 км по шоссе). Шин-Мерцы называют свой посёлок «Омн экн» (калм. Өмн экн), что значит «Южный приток» речки Элиста (песчаная). Местность, где расположен посёлок, богата родниками.

## История
Дата основания населённого пункта не установлена. Можно предположить. что оседлый населённый пункт возникает в 1920-е годы в рамках политики по переводу коренного населения на оседлый образ жизни. Коренными жителями населённого пункта являются представители одного из девяти шебенеровских родов Малодербетовского улуса Букеевской Орды — рода Багшин-Шебенеры (калм. багшин шевнр; множ. ч. от калм. шев — ученик, послушник (в ламаистском монастыре)). Шебенеровские улусы и аймаки образовались в результате пожертвований калмыцких ханов и нойонов хурулам по разным случаям в их жизни.
Первоначально багшин-шебенеры кочевали на севере Малодербетовского улуса (в районе села Плодовитое). Предполагают, что предки нынешних багшин-шебинеров были пожалованы абганеровским зайсангом знатному бакши (настоятелю хурула) в качестве крепостных.
В 1931 году здесь был организован совхоз, который был назван «Шин Мер», что в переводе означает «Новый путь». Данное название закрепилось и за посёлком.
Официально населённый пункт назывался Передняя Элиста. Это название отражено на немецкой военной карте 1941 года. После депортации калмыков посёлок вошёл в состав Никольского района Астраханской области. На административной карте Астраханской области 1956 года обозначен как посёлок Пограничный. К 1958 году преобразован в село Пограничное. Дата возвращения название Шин-Мер не установлена, но на карте 1984 года посёлок обозначен уже под современным названием

## Население
| 2002 | 2010 | 2012 |
| ---- | ---- | ---- |
| 406  | ↘310 | ↘304 |

Национальный состав
Согласно результатам переписи 2002 года большинство населения посёлка составляли калмыки (99 %)
| Национальность | Численность (2010) | Процент |
| -------------- | ------------------ | ------- |
| Калмыки        | 292                | 91%     |
| Русские        | 16                 | 5%      |
| Белорусы       | 5                  | 1,6%    |
| Украинцы       | 3                  | 0,9%    |
| Не указана     | 5                  | 1,6%    |
| Всего          | 321                | 100%    |

## Буддизм
Ступа Победы. Открыта в 2007 году. Ступа в Шин-Мере значительно отличается от других калмыцких ступ по форме. Основная его особенность большой молитвенный барабан — кюрде. В молитвенный барабан вложено 67 миллионов мантр Будд Медицины и Долголетия.

## Известные жители и уроженцы
- Басанов, Батор Манджиевич (1911, Шин-Мер, — 1982) — Герой Советского Союза,
- Очиров, Борис Дорджиевич (род. 1903) — Герой Социалистического Труда,
- Косиев, Хонин Косиевич (1892, урочище Салбура, хотон Багшин-Шебенеры, — 1942) — писатель, педагог, общественный деятель,
- Геше Вангьял (1901, Шин-Мер, — 1983, США) — калмыцкий монах тибетской буддийской традиции Гэлуг, один из первых учителей тибетского буддизма в США.
- Кекеев, Сергей Манджиевич (1948, Шин-Мер, — 2010) — полный кавалер ордена Трудовой Славы
- Поваев, Александр Михайлович (род.1948) — Народный художник Республики Калмыкия